# Pseudobulweria
Genre
Pseudobulweria est un genre d'oiseaux marins de la famille des Procellariidae. Les espèces du genre Pseudobulweria font partie des oiseaux communément appelés pétrels.
Il existe quatre espèces vivantes dans le genre Pseudobulweria, dont trois sont classées par l'UICN en danger critique d'extinction.

## Liste d'espèces
D'après la classification de référence (version 14.1, 2024) de l'Union internationale des ornithologues, il y a 5 espèces du genre Pseudobulweria (ordre phylogénique) :
- Pseudobulweria aterrima (Bonaparte, 1857) – Pétrel de Bourbon ;
- †Pseudobulweria rupinarum (Olson, 1975) – Pétrel de Sainte-Hélène ;
- Pseudobulweria rostrata (Peale, 1849) – Pétrel de Tahiti ;
- Pseudobulweria becki (Murphy, 1928) – Pétrel de Beck ;
- Pseudobulweria macgillivrayi (Gray, GR, 1860) – Pétrel des Fidji.